# Porte-de-Benauge
Porte-de-Benauge es una comuna nueva francesa situada en el departamento de Gironda, de la región de Nueva Aquitania.

## Historia
Fue creada el 1 de enero de 2019, en aplicación de una resolución del prefecto de Gironda de 28 de septiembre de 2018 con la unión de las comunas de Arbis y Cantois, pasando a estar el ayuntamiento en la antigua comuna de Arbis.
El 1 de enero de 2025 absorbe la comuna de Saint-Genis-du-Bois.

## Demografía
Según los datos aportados en la última resolución del prefecto de Gironda, la comuna pasa a tener 595 habitantes.

## Composición
| Comuna delegada     | Código INSEE | Población (2016) | Superficie (km²) | Densidad (hab./km²) |
| ------------------- | ------------ | ---------------- | ---------------- | ------------------- |
| Arbis               | 33008        | 276              | 8.74             | 32                  |
| Cantois             | 33092        | 237              | 8                | 30                  |
| Saint-Genis-du-Bois | 33409        | 86 (2022)        | 2.34             | 37                  |